# Mirleft
Mirleft (arabiska: لفت مير) är en landskommun i Marocko. Den ligger i provinsen Sidi Ifni och regionen Guelmim-Oued Noun, 600 km sydväst om huvudstaden Rabat. Antalet invånare var 8 162 vid folkräkningen 2014.

## Mirleft i populärkulturen
Musikerduon James Hollingworth och Karin Liungman har skrivit två låtar om Mirleft, dels Sången om Mirleft, som gavs ut på LP:n Medvind 1974, och dels Flygarhunden ifrån Mirleft på LP:n Barnlåtar från samma år. Inspirationen fick de under en längre resa i Marocko 1971–1972, där de bland annat fann en övergiven hundvalp i byn Mirleft.